# Tommy Brunner
Tommy Brunner (* 11. Mai 1970 in Innsbruck; † 21. April 2006 in Bella Coola, Kanada) war ein österreichischer Freeride-Snowboarder. Er zählte zu den erfahrensten europäischen Backcountry- und Big-Mountain-Fahrern.
Er zog sich mehrmals schwere Verletzungen zu (unter anderem einen gebrochenen Rücken) und überlebte Ende der 90er nur knapp einen Lawinenabgang in Alaska (er war für 8 Minuten verschüttet). Nach diesem Zwischenfall widmete er sich vorrangig der Sicherheit beim Snowboarden und veranstaltete einige Sicherheits-Trainings-Camps für andere Boarder, um Unfälle zu vermeiden.
Am 21. April 2006 kam Tommy Brunner in einer Lawine in Kanada während eines Film- und Foto-Shootings ums Leben. Das Unglück ereignete sich in Bella Coola, British Columbia. Am späten Nachmittag wurde er während seiner Fahrt verschüttet. Obwohl im Rahmen der sofort eingeleiteten Rettungsmaßnahmen das Signal seines LVS (Lawinenverschüttetensuchgerät) schnell geortet werden konnte, war es nicht möglich, ihn rechtzeitig aus den Schneemassen zu befreien. Er war ca. 5 m tief verschüttet. Nach der zeitaufwendigen Bergung unter schwierigsten Bedingungen wurde er per Hubschrauber in ein nahes Krankenhaus geflogen, wo trotz aller Bemühungen lediglich noch sein Tod festgestellt werden konnte.

## Erfolge
- 8. Platz beim King of the Hill, Alaska (1993)
- 5. Platz, 7. Platz (zweimal) und 9. Platz beim Air & Style, Innsbruck, Seefeld

## Sonstiges
- Tommy Brunner war Namensgeber des erfolgreichen österreichischen Snowboard-Computerspiels „Stoked Rider featuring Tommy Brunner“ und fungierte bei der Entwicklung zugleich als Berater. Das Spiel erschien in einer ersten Version im März 2006.